# Jiří Feureisl
Jiří Feureisl (3 de outubro de 1931) é um ex-futebolista checo, que atuava como atacante.

## Carreira
Jiří Feureisl fez parte do elenco da Seleção Tchecoslovaca de Futebol que disputou a Copa do Mundo de 1958.

## Ligações Externas
- Perfil em FIFA.com (em inglês)